# Hoengseong
El condado de Hoengseong es un condado en la provincia de Gangwon, Corea del Sur.
Las raíces de Codonopsis lanceolata (coreano: deodeok ), una especie de bellflower del capo, juegan un papel importante en la agricultura local.
La Academia Coreana de Liderazgo Minjok , una notable escuela de internado, está ubicada en el condado.

## Símbolo
- Árbol: Zelkova
- Flor: Peonía
- Pájaro: Garza

## Clima
El clima refleja la ubicación de la zona montañosa interior del sudoeste. Hay una amplia diferencia estacional en la temperatura. La temperatura más alta jamás registrada en Hoengseong-gun fue de 37.0 °C el 7 de agosto de 1990 y la más baja fue de -29.8 °C el 31 de diciembre de 1927 y fue una de las cinco temperaturas más frías jamás registradas en Corea. 

## Población
El descenso de la población es el asunto más grande entre los residentes y oficiales del condado. En un año, los recién ingresados en la escuela primaria disminuyeron en 100.
La declinación asombrosa ha obligado al sistema educativo a cerrar escuelas pequeñas de menos de diez por escuela. El condado de Hoengseong declaró oficialmente apoyar los honorarios de la educación a los estudiantes jóvenes. 

## Ternera coreana
Han-u, o carne de vacuno coreana, de Hoengseong es ampliamente vendido y famoso en Corea del Sur. El medio ambiente limpio de la región hace posible la carne de vacuno coreana de alta calidad. Los músculos del ganado se construyen a través del trabajo en los campos. Los sistemas de la carne de vaca se entregan a los almacenes grandes en Seúl y otras ciudades metropolitanas. Hoy en día, las mejoras en la infraestructura de transporte han ayudado a reducir el costo. El condado comenzó una campaña estratégica de la comercialización en 1995 para calificarse como el origen de la carne de vaca de calidad más alta en Corea.

## Áreas Recreativas
El área de Hoengseong cuenta con grandes áreas boscosas gracias a su ubicación. Más de cuatro estaciones forestales están todavía en operación.
Los bosques enteros no consisten sólo en bosques naturales. Los bosques artificiales se mezclan con los bosques naturales existentes. Todos los tipos de vida silvestre, incluyendo ciervos, cerdos salvajes y conejos, habitan el bosque. 

## Parques eólicos
Los esquemas para la construcción de parques eólicos comenzaron en 2005 y permitieron a los inversores completar la construcción de un primer complejo en enero de 2008.
Hoengseong instaló plantas de energía eólica después de 2009. La construcción fue planeada y ejecutada por el desarrollador japonés Eurus Energy y POSCO , instalando alrededor de 20 plantas en torno a la zona ventosa. Las ubicaciones totales de las plantas se dividieron entre los condados de Hoengseong (9) y Pyeongchang (11), respectivamente. 

## Ciudades Hermanas
- Linhai , China
- Kakegawa , Prefectura de Shizuoka , Japón
- Seocho-gu , Corea del Sur

## Gente famosa
Personas famosas nacidas en el Condado de Hoengseong incluyen a Kim Heechul de Super Junior y Lee Hyung-Taik .